# Christopher Barber
Pour les articles homonymes, voir Barber.
Christopher Barber, né vers 1736 et mort le 8 mars 1810 à Marylebone, Londres, est un miniaturiste britannique.

## Biographie
Christopher Barber naît vers 1736.
Il est admis à la Société des Artistes en 1763, mais est expulsé par la suite pour avoir exposé à la Free Society. Entre 1770 et 1808, il expose à la Royal Academy de nombreux paysages et portraits à petite échelle de femmes, et son autoportrait en 1808.
Il meurt le 8 mars 1810 à Marylebone, Londres.